# Brewster Hill
Brewster Hill és una concentració de població designada pel cens dels Estats Units a l'estat de Nova York. Segons el cens del 2000 tenia 2.226 habitants.

## Demografia
Segons el cens del 2000, Brewster Hill tenia 2.226 habitants, 756 habitatges, i 591 famílies. La densitat de població era de 987,9 habitants per km².
Dels 756 habitatges en un 38,2% hi vivien nens de menys de 18 anys, en un 67,5% hi vivien parelles casades, en un 8,3% dones solteres, i en un 21,8% no eren unitats familiars. En el 16,9% dels habitatges hi vivien persones soles el 7% de les quals corresponia a persones de 65 anys o més que vivien soles. El nombre mitjà de persones vivint en cada habitatge era de 2,94 i el nombre mitjà de persones que vivien en cada família era de 3,33.
Per edats la població es repartia de la següent manera: un 25,9% tenia menys de 18 anys, un 5,2% entre 18 i 24, un 30,5% entre 25 i 44, un 28,4% de 45 a 60 i un 10% 65 anys o més.
L'edat mediana era de 39 anys. Per cada 100 dones de 18 o més anys hi havia 96 homes.
La renda mediana per habitatge era de 67.417 $ i la renda mediana per família de 69.044 $. Els homes tenien una renda mediana de 48.011 $ mentre que les dones 38.073 $. La renda per capita de la població era de 25.327 $. Cap de les famílies i el 0,4% de la població estaven per davall del llindar de pobresa.